# اشترنبرگ (مکلنبورگ)
شهر اشترنبرگ (به آلمانی: Sternberg) در ایالت مکلنبورگ-فورپومن در کشور آلمان واقع شده‌است.